# エチルイソプロピルケトン
エチルイソプロピルケトン（英語: ethyl isopropyl ketone）または、2-メチル-3-ペンタノン（英語: 2-methyl-pentan-3-one）は、有機合成試薬や溶媒として使われる脂肪族ケトンである。
完全フッ素化された類似化合物はNovec 1230として知られ、消火薬剤に使用されている。